# Radnice ve Stříbře
Radnice ve Stříbře je renesanční budova na Masarykově náměstí.

## Historie
Roku 1508 byl městem odkoupen tzv. Čapíkovský dům a v roce 1511 měl být přestavěn na radnici s věží. Roku 1543 byla radnice znovu přestavěna a stávající podobu má z pět let trvající rekonstrukce provedené po roce 1588, kdy byla radnice spolu s vedlejším domem zasažena bleskem a vyhořela. Tuto rekonstrukci vedl Albrecht Vlach Gryson, autor plzeňské radnice. V roce 1853 došlo k přístavbě nového jižního křídla. V letech 1883–1888 probíhala obnova, při které byla sgrafita už v tak špatném stavu, že musela jejich původní podoba být odhadována. V letech 1988–1997 probíhala komplexní oprava, po které se do budovy vrátil zpět městský úřad.

## Popis
Do budovy se vchází robustním kamenným portálem, po jehož stranách se nacházejí na každé straně dvě nerovnoměrně rozmístěná nevelká okna. V prvním patře se mezi okny nacházejí sgrafita s výjevy z historie města (domnělé založení města Soběslavem v roce 1131 a obléhání Stříbra křižáky) a znak města. Nad okny je rozložený pruh sgrafitových výjevů. Nad nimi se již nachází římsa, nad kterou se tyčí tři bohatě zdobené renesanční štíty. Nad nimi ční zbarokizovaná věž, na jejíž špici je dvouhlavá orlice. Vedle samotné budovy stojí ještě zahradní pavilon z roku 1811.